# Honiara
Honiara [engl. hoʊnɪˈɑːrə] ist die Hauptstadt des unabhängigen Inselstaates der Salomonen im südwestlichen Pazifischen Ozean.

## Geografische Lage
Honiara ist eine Hafenstadt an der Nordküste der Insel Guadalcanal. Der Ort liegt an der Mündung des Flusses Matanika. Honiara ist auch Hauptstadt der Provinz Guadalcanal, obwohl der Hauptstadtbezirk nicht Teil der Provinz ist.

## Stadtgliederung
Honiara gliedert sich in zwölf wards, die sich nach drei electoral districts (Wahlbezirke) gruppieren. Von den wards liegen sechs östlich des Flusses Matanika, und sechs westlich, wobei das westliche Flussufer die Grenze bildet. Das Stadtzentrum liegt westlich des Flusses Matanika. Zentraler Stadtbezirk ist Cruz mit nur 232 Einwohnern (2009), mit zahlreichen Verwaltungsgebäuden und Geschäften. China Town, ein Stadtviertel am Ostufer des Flusses Matanika, ist Teil des wards Mataniko. Landseitig grenzt der Hauptstadtbezirk an allen Seiten an den Distrikt Tandai der Provinz Guadalcanal.
Die einzelnen wards, von West nach Ost, gruppiert nach electoral districts, mit Einwohnerzahlen des Zensus vom 16. November 2009:
| \| Ward \| ED 1 \| Fläche (km²)[3] \| Bevölkerung 2010 \| Bevölkerung je km² \| \| ---------------- \| ---- \| --------------- \| ---------------- \| ------------------ \| \| Nggosi \| WH \| 3,80 \| 10.062 \| 2.651 \| \| Mbumburu \| WH \| 1,22 \| 3.625 \| 2.960 \| \| Rove – Lengakiki \| WH \| 0,96 \| 2.613 \| 2.719 \| \| Cruz \| CH \| 0,27 \| 232 \| 846 \| \| Vavaea \| CH \| 1,51 \| 6.969 \| 4.611 \| \| Vuhokesa \| CH \| 0,30 \| 1.197 \| 4.014 \| \| Mataniko \| CH \| 0,84 \| 4.343 \| 5.197 \| \| Kola'a \| CH \| 4,87 \| 10.151 \| 2.086 \| \| Kukum \| EH \| 0,33 \| 1.835 \| 5.524 \| \| Naha \| EH \| 0,08 \| 356 \| 4.565 \| \| Vura \| EH \| 2,21 \| 9.096 \| 4.123 \| \| Panatina \| EH \| 6,99 \| 14.103 \| 2.018 \| \| Honiara \| 3 \| 23,37 \| 64.609 \| 2.765 \| |      |              |                  |                    |
| Ward | ED 1 | Fläche (km²) | Bevölkerung 2010 | Bevölkerung je km² |
| Nggosi | WH   | 3,80         | 10.062           | 2.651              |
| Mbumburu | WH   | 1,22         | 3.625            | 2.960              |
| Rove – Lengakiki | WH   | 0,96         | 2.613            | 2.719              |
| Cruz | CH   | 0,27         | 232              | 846                |
| Vavaea | CH   | 1,51         | 6.969            | 4.611              |
| Vuhokesa | CH   | 0,30         | 1.197            | 4.014              |
| Mataniko | CH   | 0,84         | 4.343            | 5.197              |
| Kola'a | CH   | 4,87         | 10.151           | 2.086              |
| Kukum | EH   | 0,33         | 1.835            | 5.524              |
| Naha | EH   | 0,08         | 356              | 4.565              |
| Vura | EH   | 2,21         | 9.096            | 4.123              |
| Panatina | EH   | 6,99         | 14.103           | 2.018              |
| Honiara | 3    | 23,37        | 64.609           | 2.765              |

## Stadtbild

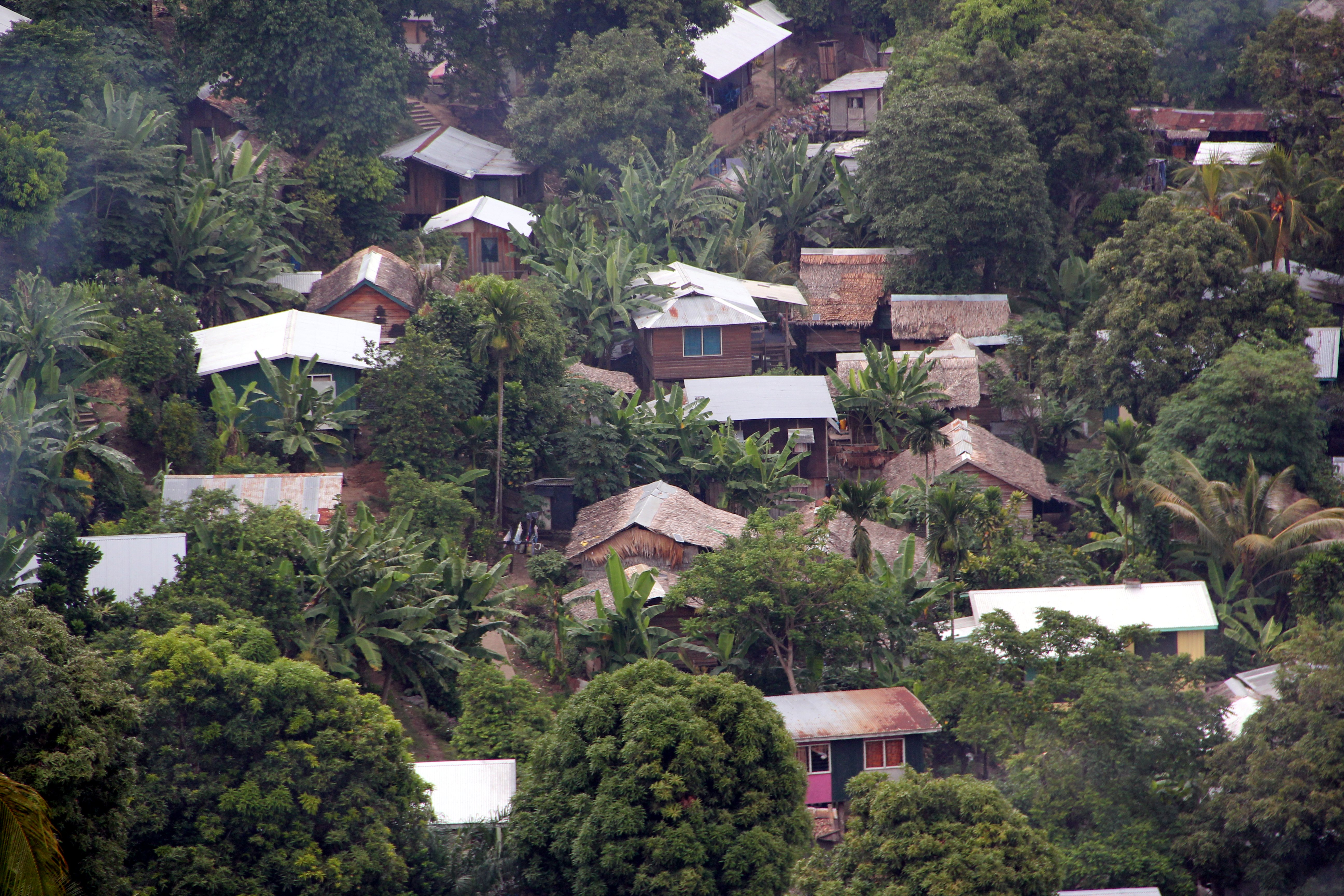
Typisches Wohngebiet in Honiara

Honiara erstreckt sich hauptsächlich rund 12 km lang entlang eines schmalen Küstenstreifens an einer Hafenbucht. Zahlreiche Häuser der unteren Bevölkerungsschicht entstanden an den bewaldeten Hängen, die den schmalen Küstenstreifen nach Süden hin abschließen. Die Mendana Avenue, benannt nach dem Entdecker der Salomonen, ist die Hauptverkehrs- und Hauptgeschäftsstraße, die sich östlich des Flusses als Kukum Highway fortsetzt. Das Geschäftszentrum wird durch mehrere kleine Rasenflächen mit Denkmälern und Grünanlagen, von denen der Police Memorial Park einer der größten ist, aufgelockert. Verkehrsampeln sind in Honiara nicht vorhanden. Straßenschilder oder Hausnummern sucht man in den meisten Fällen vergebens. 

## Geschichte
Vor der Entstehung Honiaras tobte an dieser Stelle eine blutige Schlacht des Zweiten Weltkriegs: die Schlacht um Guadalcanal. Die heutige Hafenbucht der Stadt bekam ihren Namen Ironbottom Sound (deutsch: Eisengrund-Bucht) nach den etwa 50 Kriegsschiffen, die hier während der Kämpfe zwischen Amerikanern und Japanern versenkt wurden.
Nach der Einnahme der Insel durch die Amerikaner entstand hier 1943 eine Militärbasis, aus der sich ab 1945 die neue Stadt Honiara entwickelte, begünstigt durch die vorhandenen Infrastruktureinrichtungen. Immer mehr Menschen siedelten sich an der Küste zwischen den heutigen Stadtvierteln Kukum und Point Cruz an. Da die bisherige Hauptstadt der Salomonen, Tulagi auf der gleichnamigen Insel, im Krieg fast vollständig zerstört worden war, erklärten die Briten Honiara anstelle von Tulagi zum Regierungssitz, um die Baulichkeiten der Militärbasis für ihre Zwecke nutzen zu können. Gegen Ende der 1950er Jahre zählte die Stadt 3550 Einwohner. Als die Salomonen am 7. Juli 1978 in die Selbständigkeit entlassen wurden, blieb Honiara Regierungssitz.
Im April 2006 kam es zu Ausschreitungen, in deren Verlauf zahlreiche chinesische Geschäfte und Wohnhäuser geplündert und angezündet wurden – insbesondere am 18. April, der als „Black Tuesday (Schwarzer Dienstag)“ in die Geschichte der Stadt eingegangen ist. Da rund 400 Menschen obdachlos und 90 % der Chinatown Honiaras zerstört wurden, verließen anschließend viele Einwohner Honiaras asiatischer Herkunft das Land.
Im November 2021 kam es erneut zu Ausschreitungen in der Stadt, bei denen Geschäfte in Chinatown geplündert und zerstört wurden und drei Menschen starben. Als Grund dafür gilt, dass die salomonische Regierung 2019 ihre diplomatische Loyalität von Taiwan zu China wechselte.

## Klima
Das Klima ist tropisch, die durchschnittliche Tagestemperatur liegt bei gleichbleibend 28 Grad Celsius, die Wassertemperaturen bei 26 bis 29 °C. Feuchtere Perioden sind vorwiegend zwischen November und April, diese sind aber nicht sehr ausgeprägt. Die durchschnittliche Niederschlagsmenge pro Jahr liegt bei 2000 mm und damit etwas niedriger als im Durchschnitt der Salomonen (3000 mm). Zum Vergleich: das Niederschlagsmittel in Deutschland liegt bei 760 mm.

## Klimatabelle
|                       | Jan  | Feb  | Mär  | Apr  | Mai  | Jun  | Jul  | Aug  | Sep  | Okt  | Nov  | Dez  |   |      |
| Mittl. Tagesmax. (°C) | 30,7 | 30,5 | 30,2 | 30,5 | 30,7 | 30,4 | 30,1 | 30,4 | 30,6 | 30,7 | 30,7 | 30,5 | ⌀ | 30,5 |
| Mittl. Tagesmin. (°C) | 23,0 | 23,0 | 23,0 | 22,9 | 22,8 | 22,5 | 22,2 | 22,1 | 22,3 | 22,5 | 22,7 | 23,0 | ⌀ | 22,7 |
|                       |      |      |      |      |      |      |      |      |      |      |      |      |   |      |
| Niederschlag (mm)     | 277  | 287  | 362  | 214  | 141  | 97   | 100  | 92   | 95   | 154  | 141  | 217  | Σ | 2177 |
|                       |      |      |      |      |      |      |      |      |      |      |      |      |   |      |
| Sonnenstunden (h/d)   | 6,0  | 5,5  | 6,4  | 6,4  | 6,8  | 6,6  | 6,0  | 6,6  | 6,4  | 7,3  | 7,2  | 5,3  | ⌀ | 6,4  |
|                       |      |      |      |      |      |      |      |      |      |      |      |      |   |      |
| Regentage (d)         | 14   | 14   | 14   | 10   | 10   | 10   | 7    | 9    | 8    | 10   | 11   | 15   | Σ | 132  |
|                       |      |      |      |      |      |      |      |      |      |      |      |      |   |      |
| Luftfeuchtigkeit (%)  | 80   | 81   | 81   | 80   | 80   | 79   | 75   | 73   | 73   | 75   | 76   | 77   | ⌀ | 77,5 |

| 23,0 |

| 23,0 |

| 23,0 |

| 22,9 |

| 22,8 |

| 22,5 |

| 22,2 |

| 22,1 |

| 22,3 |

| 22,5 |

| 22,7 |

| 23,0 |

| 23,0 |

| 23,0 |

| 23,0 |

| 22,9 |

| 22,8 |

| 22,5 |

| 22,2 |

| 22,1 |

| 22,3 |

| 22,5 |

| 22,7 |

| 23,0 |

## Wirtschaft und Verkehr
Der internationale Flughafen Honiara International Airport (bis November 2003 Henderson Airfield) liegt etwa 10 Kilometer östlich der Stadt. Er ersetzte das amerikanische Flugfeld aus dem Zweiten Weltkrieg. Vom Hafen aus bestehen Schiffsverbindungen zu den meisten anderen Inseln der Salomonen. Gelegentlich wird er auch von Kreuzfahrtschiffen angelaufen. Honiara ist der Hauptsitz der Solomon Airlines und der South Pacific Forum Fisheries Agency. Die meisten Busse halten vor der Markthalle, verkehren jedoch nicht nach einem festen Fahrplan. Wenn der Markt am frühen Nachmittag endet, besteht die letzte Fahrgelegenheit von Honiara in die umliegenden Dörfer.
Industrie findet sich in Honiara in Form mehrerer Getränkefabriken, u. a. einer Brauerei und einer Keksfabrik. Exportgüter, die hauptsächlich über den Seeweg transportiert werden, sind Kokosnüsse, Kopra und Fisch. Die wichtigsten Handelspartner sind Malaysia, Japan, Südkorea und Taiwan. Neben vielen Häusern befinden sich Beete oder winzige Felder, auf denen im Rahmen von Subsistenzwirtschaft Gemüse und Obst für den Eigenbedarf angebaut werden.

## Verwaltung

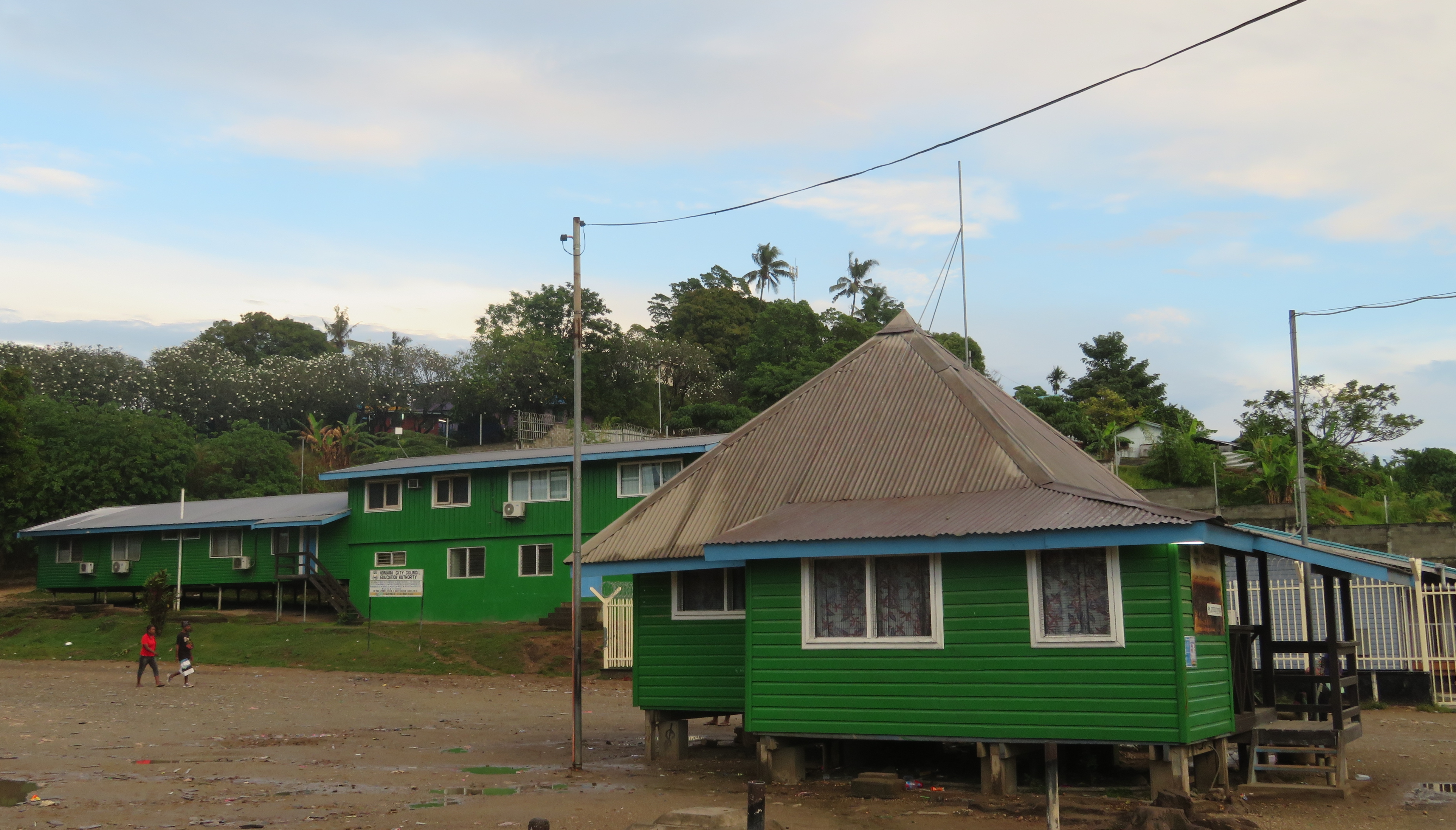
Rathaus

Die Salomonen sind in zehn verschiedene Gouvernements (entspricht den deutschen Bundesländern) eingeteilt; eines davon ist Honiara, das vom Honiara City Council verwaltet wird. Damit ist es das flächenmäßig kleinste Gouvernement; die anderen neun verwalten die 997 Inseln des Staates.
Nach gewalttätigen Unruhen im Jahr 2000 wurde die Verwaltung unter der Leitung australischer Teams neu organisiert und funktionsfähig gemacht. Internationale Organisationen, darunter auch europäische, unterstützten den Aufbau in den verschiedensten humanitären Bereichen. Die Stadtverwaltung (City Council) ist in mehreren Gebäuden am östlichen Rand der Innenstadt untergebracht.

## Religionen

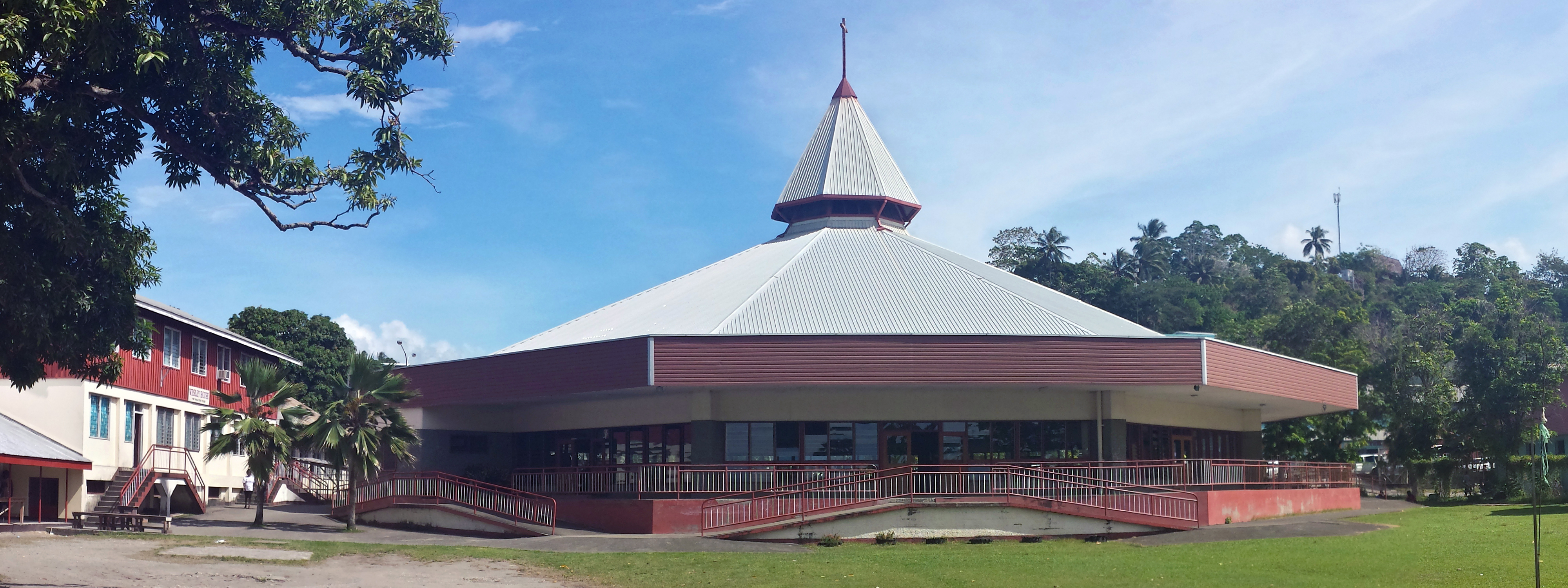
Die Wesley United Church

Die Hauptreligion der Insel ist das Christentum (mit 96 % aller Gläubigen); seit dem 22. Dezember 1978 ist Honiara Erzdiözese.

## Sehenswürdigkeiten

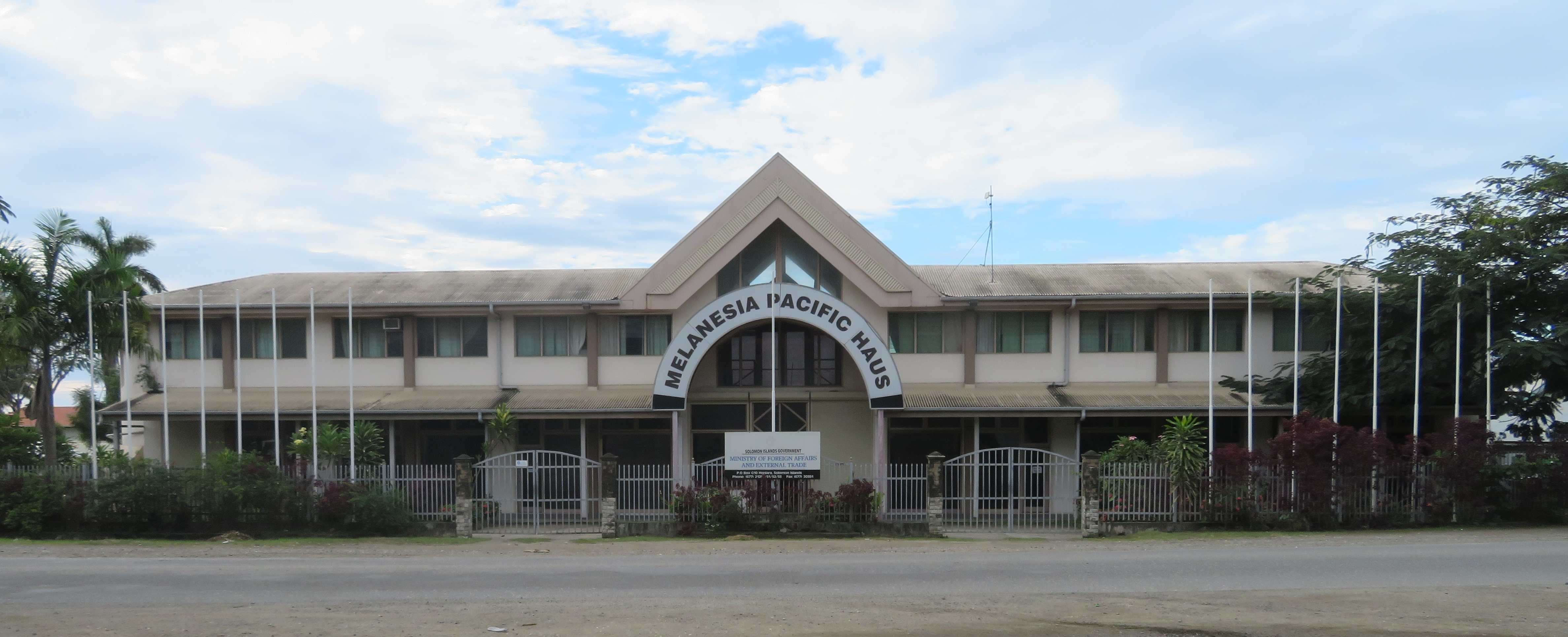
Innenministerium Melanesia Pacific Haus

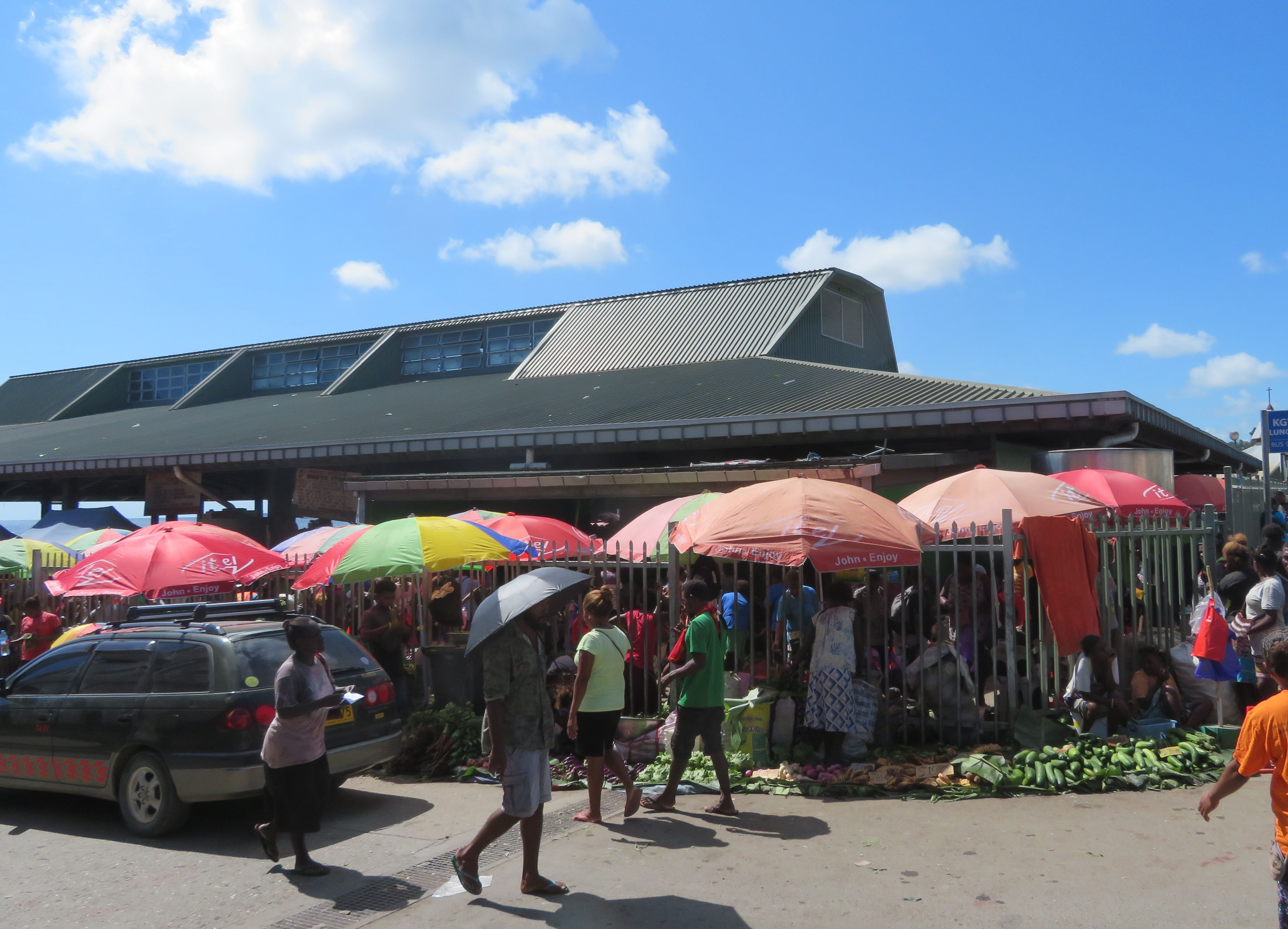
Markthalle in Honiara

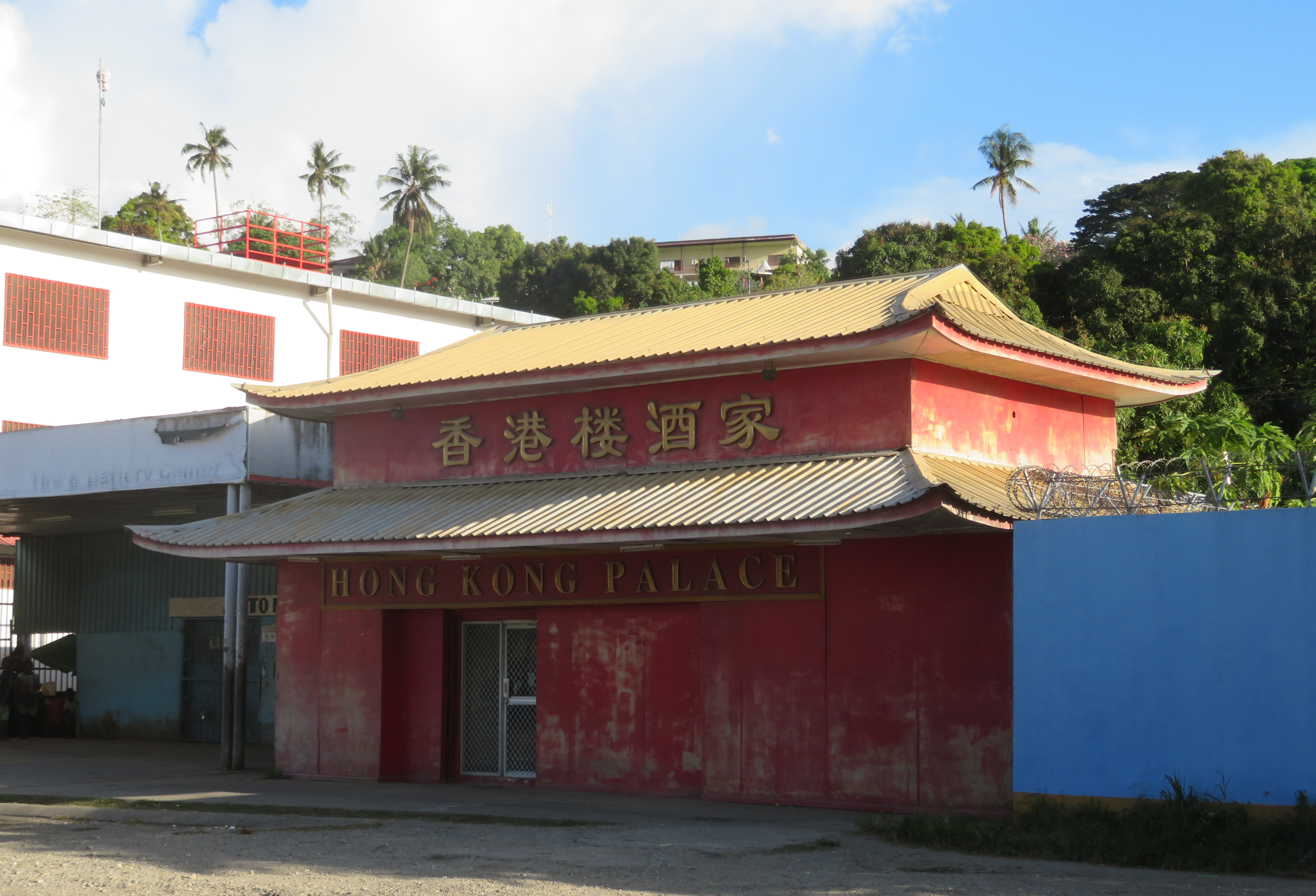
Hongkong Palace

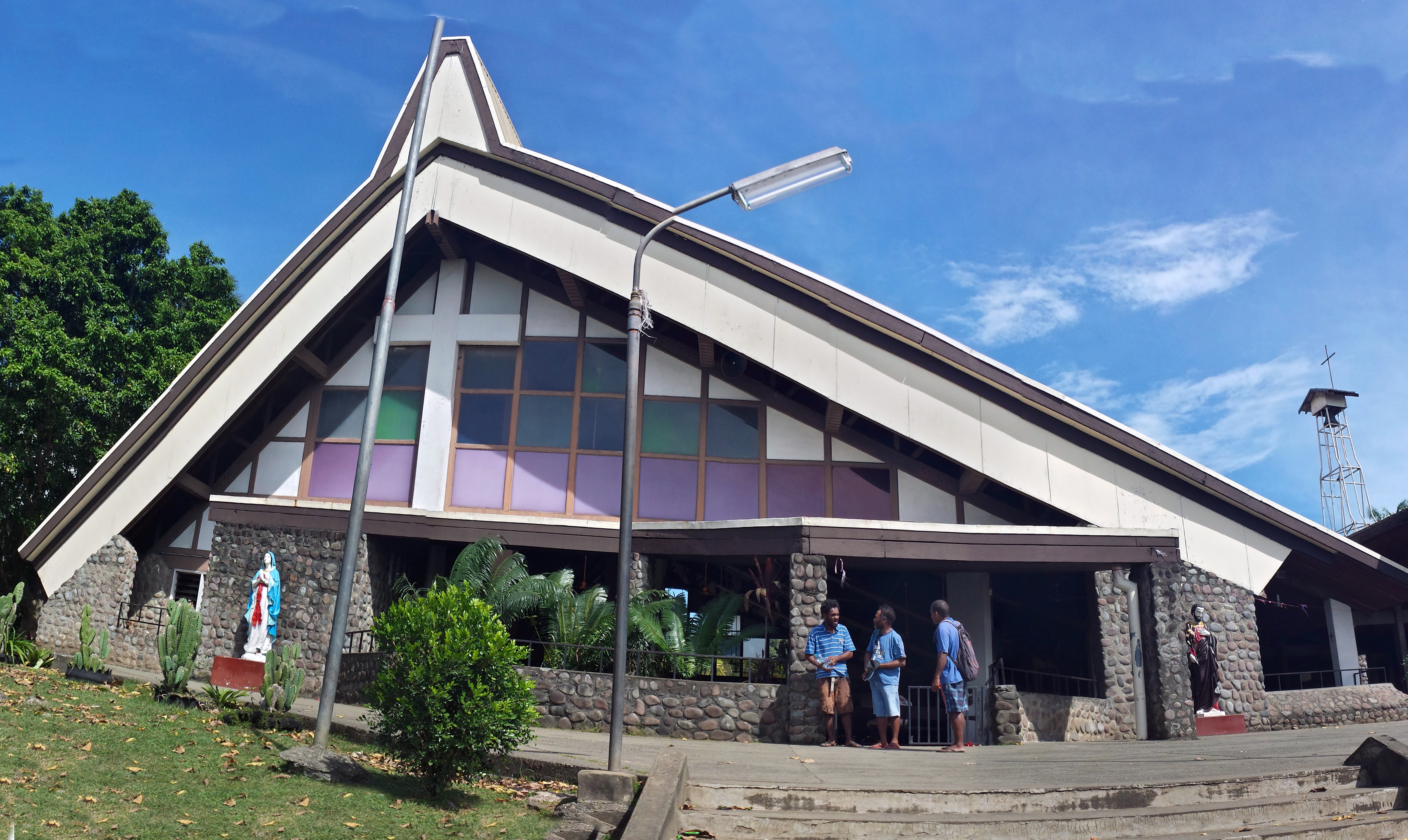
Heilig-Kreuz-Kathedrale

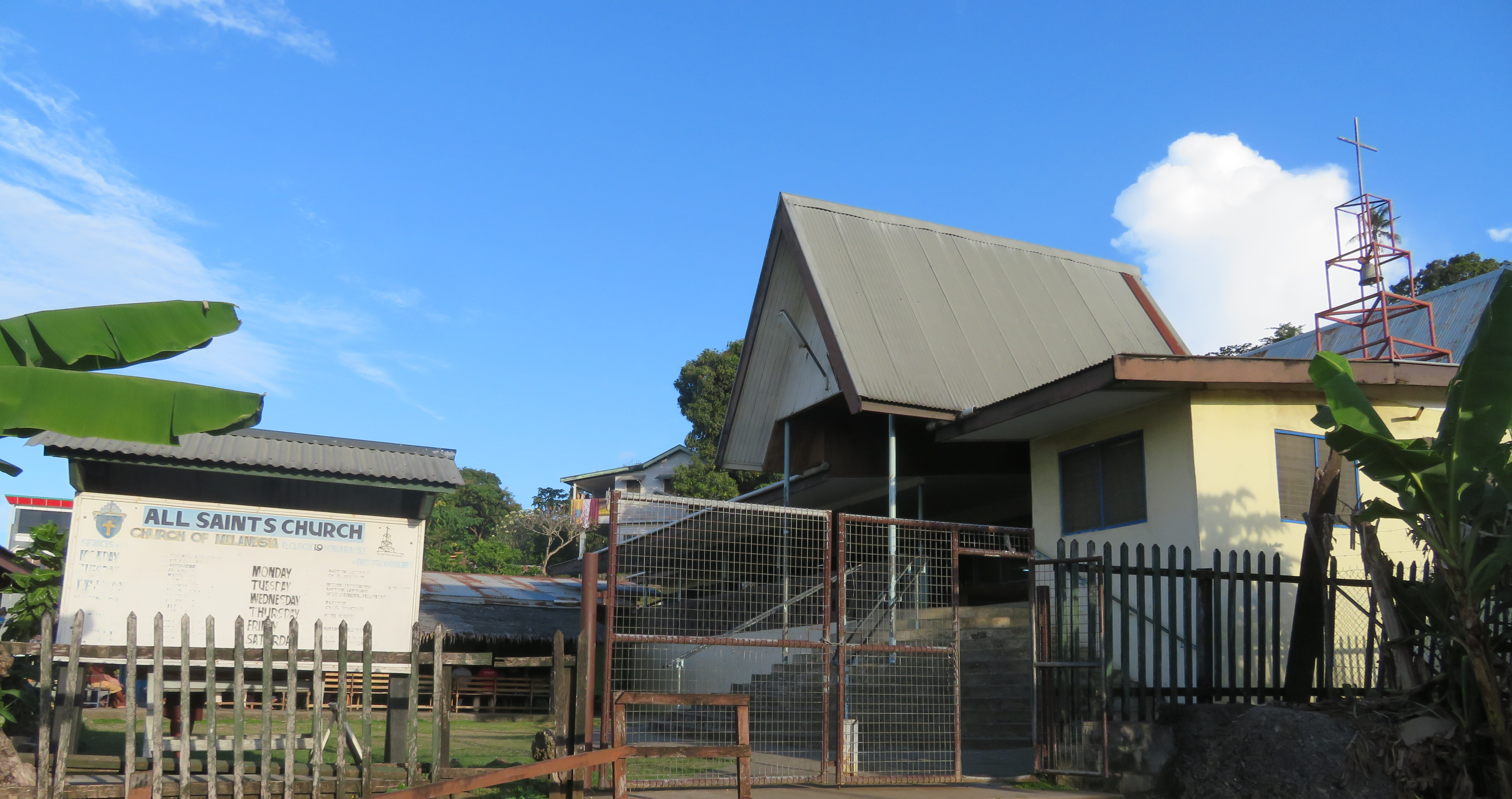
All Saints Church

Das Parlamentsgebäude, ein Bau von 1993 in der Form klassischer Palmwedel-Rundbauten, bietet den 50 Parlamentariern des Insel-Staats eine komfortable Arbeitsumgebung. Das Gebäude kann nach Absprache mit den Wachen besichtigt werden; offizielle Besichtigungstouren gibt es jedoch nicht. Ein weiteres sehenswertes Regierungsgebäude ist das Innenministerium westlich des Stadtzentrums an der Mendana Avenue, das den Namen Melanesia Pacific Haus trägt.  Das deutsche Wort „Haus“ dient in Papua-Neuguinea und auf den Salomonen zur Bezeichnung eines wichtigen Gebäudes, wobei die deutsche und nicht die englische Schreibweise „house“ verwendet wird. Die Verwendung der deutschen Schreibweise erklärt sich durch die Tatsache, dass ein Teil von Papua-Neuguinea bis 1918 und die nördlichen Inseln der Salomonen bis 1899 deutsche Kolonie waren, und dass einige deutsche Begriffe damals als Lehnwörter in die Sprachen Melanesiens Eingang fanden. Auch einige Restaurants in Honiara verwenden bis heute in ihrem Namen die deutsche Schreibweise „Haus“.
Die meisten markanten Gebäude befinden sich in der Mendana Avenue, der Hauptverkehrs- und Hauptgeschäftsstraße Honiaras. Hier befindet sich auch die belebte Markthalle CentralMarket. Das 1970 gegründete National Museum enthält unter anderem Sammlungen zu Tanz, Körpermalereien und traditionellen Waffen der Salomonen. Die katholische Heilig-Kreuz-Kathedrale wurde 1975–78 erbaut. Weitere markante Gebäude sind das Rathaus (City Council), die Markthalle, die anglikanische St.-Barnabas-Kathedrale und die achteckige Wesley United Church. Die anglikanische All Saints Church, die ursprüngliche Kathedrale von Honiara, erhielt ihre heutige Form 1971. Vor ihr befindet sich unter einem Schutzdach eine große Trommel, mit der die Gläubigen zum Gottesdienst gerufen werden.
Bei den Ausschreitungen von 2006 wurde die früher bekannte Chinatown von Honiara am Mataniko River zu 90 % zerstört, so dass in der Stadt kaum noch etwas an sie erinnert. Eines der wenigen erhalten chinesischen Gebäude ist der Hongkong Palace, ein inzwischen geschlossenes Restaurant in der außerhalb der ehemaligen Chinatown gelegenen Hibiscus Avenue.
Der Botanische Garten im Westen der Stadt ist bekannt für seine große Vielfalt an Orchideen. Zudem ist die Sammlung von tropischen Busch- und Regenwaldpflanzen sehenswert.
Östlich der Stadt befinden sich mehrere Denkmäler, die an Schlachten des Zweiten Weltkriegs erinnern, z. B. das 2017 errichtete Bloody Ridge Memorial. Die Hügelkette Bloody Ridge am Südrand von Honiara, wo vom 12. bis zum 14. September 1942 eine besonders blutige Schlacht mit rund 40 000 Toten stattfand, wurde 2017 zum Nationalpark erklärt.

## Schulen und Universitäten

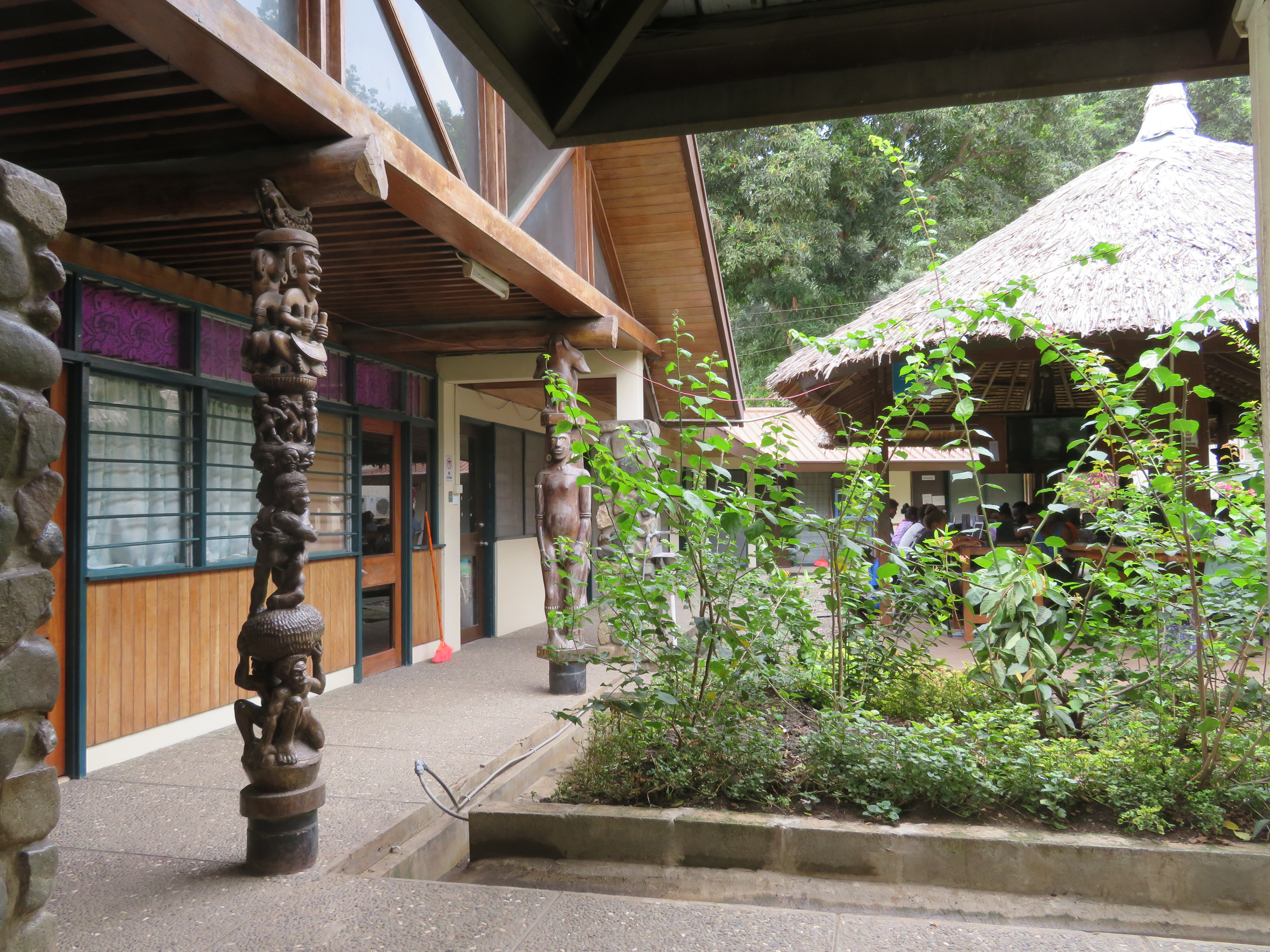
Campus der University of the South Pacific in Honiara

- Honiara International School in Honiara (auch für Nicht-Einheimische); bis 6. Klasse (grade 6); Unterricht nach Lehrplan von Queensland / Australien (seit 2003; davor nach New South Wales / Australien); etwa 150 Schüler, davon etwa die Hälfte Ausländer.
- Der Campus der University of the South Pacific befindet sich im Osten der Stadt. Mehrere der Gebäude wurden im traditionellen Stil der Salomonen erbaut und haben Pfähle und Stelen, die mit den für die Salomonen typischen Schnitzereien verziert sind.

## Lebensqualität
- Unzuverlässige Stromversorgung. Notstromaggregate sind üblich.
- Die Trinkwasserversorgung ist unzureichend. Viele Menschen auf den Salomonen haben keinen Zugang zu sauberem Trinkwasser und behelfen sich mit Regenwasserzisternen auf Hausdächern.
- Eine der häufigsten Krankheiten auf den Salomonen ist die Malaria.
- Die Müllabfuhr ist unzureichend. Das Umweltbewusstsein vieler Menschen auf den Salomonen ist zurzeit noch nicht sehr ausgeprägt.
- Die medizinische Versorgung ist unzureichend. Es gibt nur wenige Ärzte mit Privatpraxen. Das wichtigste Krankenhaus der Salomonen befindet sich östlich der Innenstadt am Kukum Highway, bietet jedoch nur eine medizinische Grundversorgung. Bezüglich zahnmedizinischer Versorgung erfolgt durch die wenigen Zahnärzte ebenfalls nur eine Basisversorgung; Behandlung durch Spezialisten kann nur im Ausland erfolgen.

## Sport
Alle Spiele der höchsten Fußballliga, der Telekom S-League (ausgerichtet von der Solomon Islands Football Federation), finden im Lawson-Tama-Stadion statt. Zudem organisiert die Honiara Football Association die HFA League, die sich in die Premier League, die Division One und die Division Two aufteilt. Sie werden in der Regel mehrere Wochen vor Beginn der S-League ausgerichtet. Die Begegnungen werden in den Spielstätten Lawson Tama, AE Soccer Ground Ranadi und dem King George VI Ground ausgetragen.

## Persönlichkeiten
- Laurie Chan (* 1965), Politiker
- Raphael Lea’i (* 2003), Fußballspieler